# Love You (musikalbum)
Love You är ett musikalbum som gavs ut 11 april 1977 av The Beach Boys. Albumet var gruppens tjugofemte LP (21:a studio-LP) och är producerat av Brian Wilson.
Love You var ursprungligen avsett att bli ett soloalbum av Brian Wilson betitlat Brian Wilson Loves You. Albumet består till största delen av material som har Brian Wilson som upphovsman. Brian Wilson spelar även de flesta instrumenten och står för mycket av sången på albumet. Övriga bandmedlemmar medverkar endast sporadiskt. Albumet nådde Billboard-listans 53:e plats. På den brittiska albumlistan nådde det 28:e plats. Love You togs emot med blandade recensioner av såväl recensenter som fans. Albumet har av recensenter prisats för sina enkla och på gränsen till naiva texter och har ibland beskrivits som ett porträtt av Brian Wilsons syn på sig själv kring 1977.
Då analoga synthesizers står för en stor del av instrumenteringen på Love You, har den blivit erkänd som en tidig form av synt-pop (en föregångare till new wave experimenterande) och en oväntad raritet i Beach Boys katalogen. En uppföljare till albumet med arbetsnamnet Adult-Child färdigställdes av gruppen, men förblev outgiven. Love You kom att bli det sista albumet som Brian Wilson producerade på elva år, innan hans soloalbum Brian Wilson (1988) blev hans come-back.

## Bakgrund
Brian Wilson inledde arbetet med att spela in merparten av Love You ca tre månader efter att Beach Boys släppt albumet 15 Big Ones (1976) och planerade då att ge ut materialet som soloalbum. Wilsons ambition var att skapa ett nytt mästerverk som skulle vara betydligt mer kreativt, originellt och intressant än Beach Boys senaste album.

## Låtlista
Samtliga låtar skrivna av Brian Wilson, om annat inte anges.
1. "Let Us Go on This Way" (Brian Wilson/Mike Love) - 2:01
2. "Roller Skating Child" - 2:18
3. "Mona" - 2:08
4. "Johnny Carson" - 2:49
5. "Good Time" (Brian Wilson/Al Jardine) - 2:51
6. "Honkin' Down the Highway" - 2:52
7. "Ding Dang" (Brian Wilson/Roger McGuinn) - 0:58
8. "Solar System" - 2:50
9. "The Night Was So Young" - 2:19
10. "I'll Bet He's Nice" - 2:39
11. "Let's Put Our Hearts Together" - 2:15
12. "I Wanna Pick You Up" - 2:57
13. "Airplane" - 2:41
14. "Love Is a Woman" - 3:08